# Gabriela Cañas
Gabriela Cañas Pita de la Vega (Cuenca, 1957) es una periodista española. Presidió la Agencia EFE entre mayo de 2020 y diciembre de 2023.

## Trayectoria profesional
Licenciada en periodismo por la Universidad Complutense de Madrid, el desarrollo de su profesión lo inició en diversos medios tales como Diario de Cádiz, en Radiocadena Española y en el periódico Informaciones. Además formó parte  del grupo fundador de la revista El Globo, perteneciente al Grupo Prisa, posteriormente se incorporó al diario El País en 1981 medio en el que ocupó diferentes cargos tales como jefa de las secciones de Madrid y de Sociedad y subdirectora de la Escuela de Periodismo de El País entre 1993 y 2000.  Impartió clases en la Escuela de Periodismo de la Universidad Autónoma de Madrid. En los años 2000 a 2005 ocupó un puesto en el exterior como corresponsal en Bruselas, y posteriormente corresponsal en París de 2014 a 2017. Entre 2006 y 2008, fue directora general de Información Internacional en el Ministerio de la Presidencia y formó parte de la comisión para la modernización del lenguaje jurídico.
Ha generado información de los principales acontecimientos sociales y políticos acontecidos  en los períodos de destino en el extranjero, tales como sobre la Conferencia Mundial sobre la Mujer de 1995, la Cumbre de Nueva York del año 2.000 y la Cumbre del Clima de 2015. Además de la ampliación de la Unión Europea y la Política Agraria Común, y en su destino de corresponsal en París cubrió los atentados contra el seminario satírico Charlie Hebdo y la sala Bataclan en 2015, entre otros.
Como presidenta de la Agencia EFE ha manifestado queː “El periodismo debe volver a sus esencias para poder coexistir con el mundo digital”
En 2022 fue incluida en la Lista Forbes como una de las 100 mujeres más influyentes de España.

## Publicaciones
En 2011 publicó su primera novela, un thriller aparentemente convencional en el que predomina la acción, titulada Torres de fuego.
El diario El País contiene la relación de artículos de Gabriela Cañas en sus archivos.